# Minuskel 96
Minuskel 96 (in der Nummerierung nach Gregory-Aland), ε 514 (von Soden) ist eine griechische Minuskelhandschrift des Neuen Testaments auf 66 Papierblättern (13,5 × 9,5 cm). Mittels Paläographie wurde das Manuskript auf das 15. Jahrhundert datiert. Es ist nicht vollständig.

## Beschreibung
Die Handschrift enthält den Text des Johannesevangeliums mit einer Lücke (18,18–34). Er wurde einspaltig mit je 18 Zeilen geschrieben. Die Handschrift enthält κεφαλαια (lateinische).

## Text
Kurt Aland ordnete den griechischen Text des Kodex in keine Kategorie ein.
Es fehlt die Perikope Jesus und die Ehebrecherin (Joh 7,53 –8,11 ).

## Geschichte
Die Handschrift wurde von Johannes Trithemius († 1516), Abt des Klosters in Sponheim, geschrieben. Sie gehörte später Achates Cornarius († Kreuznach 1573). Im Jahre 1607 gab sie Abraham Scultetus in Heidelberg einem Engländer namens George Hackwell, der sie der Oxforder Universität schenkte.
Sie wurde durch James Ussher (für Walton), John Mill, Johann Jakob Griesbach und Konstantin von Tischendorf untersucht.
Der Kodex befindet sich in der Bodleian Library in Oxford (Auct. D. 5.1).